# Reações ao julgamento de O. J. Simpson

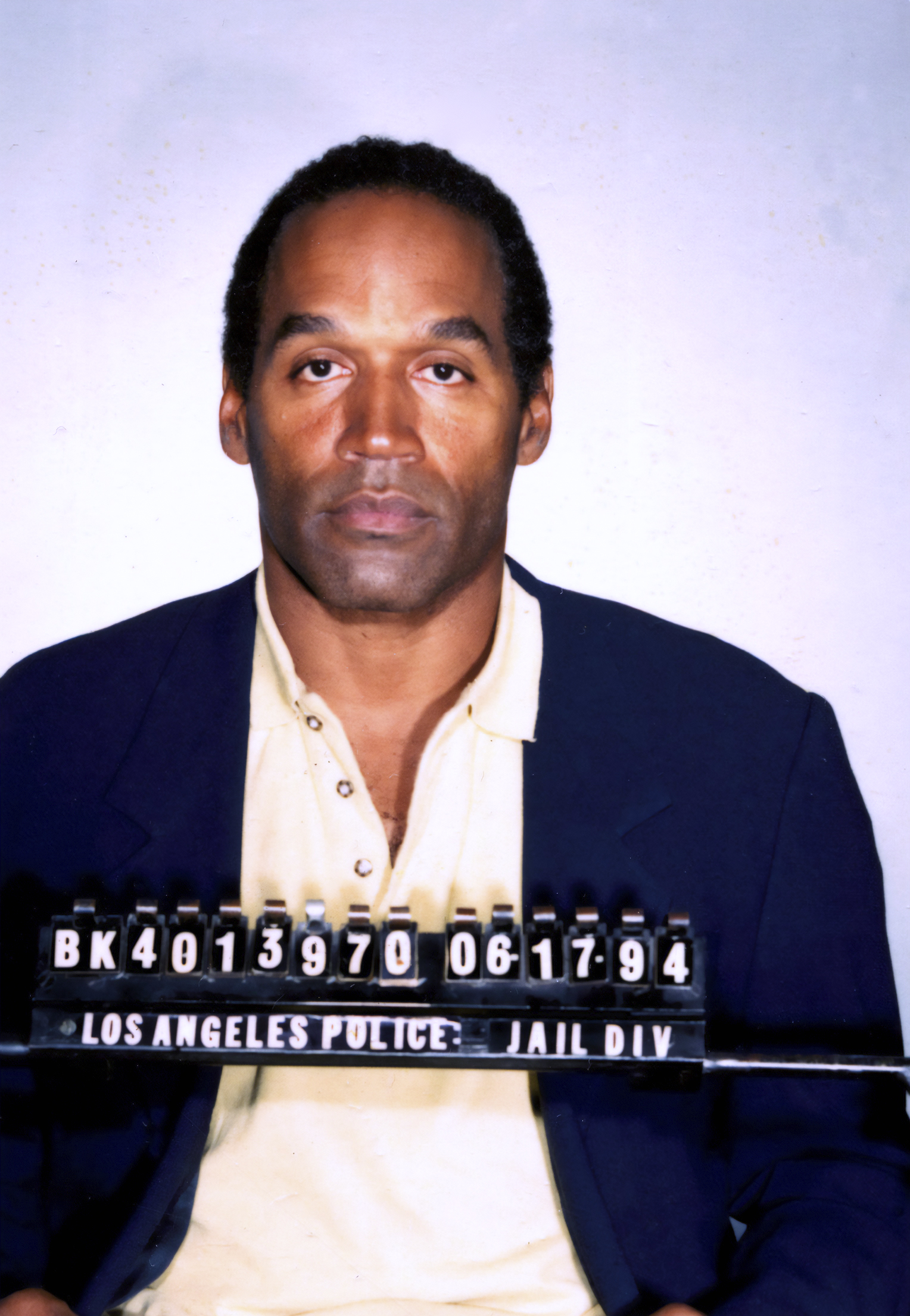
Foto de O.J. Simpson na delegacia

Na terça-feira, 3 de outubro de 1995, o veredito do caso criminal de O. J. Simpson foi anunciado e O. J. Simpson foi absolvido das duas acusações de homicídio. O julgamento tornou-se historicamente significante devido as reações sobre o resultado do julgamento. Apesar de toda a nação ter presenciado as mesmas evidências apresentadas em juízo, uma divisão por questões raciais emergiu nas opiniões dos telespectadores sobre o veredito, o que a mídia apelidou como "lacuna racial". Pesquisas mostraram que a maioria dos afro-americanos acreditavam que Simpson era inocente e que a justiça foi feita, enquanto que a maioria dos americanos brancos achavam que ele era culpado e que o veredito foi um caso de nulificação, por ter sido racialmente influenciado por um júri composto majoritariamente de afro-americanos. Pesquisas recentes mostram que a "lacuna" diminuiu desde o julgamento, com a maioria dos entrevistados negros em 2016 acreditando que Simpson era culpado. A diminuição da lacuna racial é atribuída a diversos fatores: Daniel Petrocelli desmentindo todas as alegações de provas plantadas (em especial, as sangue) no julgamento da ação civil proposta pelos sucessores dos falecidos, da testemunha de defesa Henry Lee que publicou um artigo cientifico em 1996 que efetivamente refutou a tese de contaminação que contestava a validade das amostras de DNA coletadas, bem como a queda da popularidade de Simpson desde o julgamento.
A maioria dos afro-americanos acreditava que Simpson era inocente mas isso mudou um ano depois do julgamento da ação civil quando as alegações Barry Scheck sobre contaminação e provas de sangue plantados foram desmentidas. Sem nenhuma das duas teses, defender a inocência de Simpson tornou-se cada vez mais contestável, pois não haviam justificativas para duvidar das provas de DNA contra ele. A série CSI: Crime Scene Investigation popularizou a confiabilidade da impressão genética perante o público também. O status de celebridade de Simpson perante os afro-americanos esvaiu-se após ele ter se mudado para a Flórida e sumido da mídia. Sua prisão e condenação 2008 por assalto armado o trouxe de volta às notícias especialmente depois dele ter recebido uma pena desproporcionalmente mais alta do que os seus comparsas, o que gerou controvérsias até mesmo entre seus acusadores. mas a resposta dos afro-americanos foi relativamente baixa e estudiosos opinaram que isso demonstra o quanto a consciência dos negros estadunidenses se desenvolveu desde a época em que o veredito foi anunciado.
O julgamento e o veredito tiveram um impacto histórico na Cultura Americana. O caso leva o crédito por transformar a opinião pública sobre violência doméstica, de um assunto considerado privado e particular da família para um crime seríssimo. O julgamento também levou o crédito por levantar o aumento da conscientização sobre o estigma que casais birraciais ainda enfrentam tanto de brancos quanto de afro-americanos. A promulgação da Proposição 209 da Califórnia em 1996, que encerrou as ações afirmativas no estado, também era atribuída ao resultado do veredicto, porque resultou no declínio da empatia em relação a questões de discriminação racial e no movimento de direitos civis entre os americanos brancos. Uma queda histórica na diversidade do sistema educacional da Universidade da Califórnia e da Universidade do Estado da Califórnia,  o que mais tarde levou a uma falta similar de diversidade em empregos de colarinho-branco, particularmente na área de tecnologia do Vale do Silício, já que a maioria dos pioneiros do desenvolvimento repentino que foi a Bolha da Internet  (em inglês: "Dot.com") no final dos anos 90 eram graduados daquelas universidades.
No livro "In The Race Card: How Bluffing About Bias Makes Race Relations Worse" (Tradução não oficial: "Vitimização: Como o blefe sobre preconceito faz as relações entre raças piorarem"), o professor afro-americano de Direito de Stanford Richard Thompson Ford escreveu que os dois julgamentos mais importantes sobre raças do século XX foram os de Emmett Till e o de O.J. Simpson. Esses julgamentos nacionais são comumente vistos como testes da conscientização nacional sobre estes assuntos. O resultado é na maioria das vezes decepcionante e é isso que motiva as mudanças positivas. O assassinato de Till chocou a nação devido a sua brutalidade, o que depois se tornou um ultraje depois que os réus foram rapidamente absolvidos por um júri majoritariamente composto de brancos, apesar das fortes evidências de culpa. A afronta foi canalizada para o surgimento dos Movimento de Direitos Civis dos Negros dos anos 60 depois da confissão descarada de um dos réus um ano depois. O evento foi um momento de clareza para os americanos brancos na medida em que foram forçados a confrontar as realidades da injustiça racial nos Estados Unidos, já que os assassinos confessos de Till estavam protegidos pelo princípio do "ne bis in idem", resultando na liberdade dos assassinos pelo resto de suas vidas. Richard Thompson Ford acreditava que o caso Simpson teve um legado similar para os afro-americanos, pois estes tiveram acesso as mesmas evidências apresentadas aos americanos brancos, e ainda assim, acreditavam sua na inocência. O fato de acreditar na inocência ou culpa de Simpson depender da cor do individuo ora analisado e não nas evidências contra ele demonstrava que o sistema judiciário ainda era ser comprometido pela raça do indivíduo, porém, com a redução das diferenças raciais, também demonstra o contrário, pois agora ambos os lados estão vendo as mesmas evidências e chegando à mesma conclusão sobre a culpa de Simpson, independentemente de sua cor. Simpson, também protegido pelo bis in idem, sugere diversas vezes mais tarde que ele era culpado pelos assassinatos, como participar da publicação do livro If I Did It e participar de uma entrevista com Judith Regan na TV em que ele descrevia a sua versão dos eventos, que incluíam um suposto cúmplice chamado Charlie, tendo também admitido que ele estava presente na cena do crime segurando uma faca, mas não conseguia se lembrar dos detalhes mais cruciais. Estes elementos contradiziam diretamente todas as teses de conspiração do advogado Johnnie Cochran no processo criminal, e também gerou indignação e alimentaram a crença popular de que Simpson era de fato culpado pelos assassinatos a partir do momento em que tais falas foram vistas como a confissão de Simpson.
Os jornalistas opinaram que a empatia foi recuperada entre os americanos brancos em questões de injustiça racial desde o julgamento de Simpson pela resposta dos americanos brancos ao assassinato de Trayvon Martin em 2012 e pesquisas que mostram um forte apoio ao movimento Black Lives Matter e a tentativa, embora sem sucesso, de revogar a proposta 209 em 2020.

## Críticas ao Júri
As juradas Amanda Cooley, Carrie Bess e Marsha Rubin-Jackson publicaram o livro "Madame Foreman: A Rush to Judgement?" (tradução não oficial: "As Juradas: um julgamento precipitado?"). Elas descreram o motivo de terem acreditado que havia uma dúvida justificável, apesar de acreditarem em seu íntimo que Simpson poderia ser culpado. Por ter sido publicado apenas alguns meses depois do veredito e antes dos advogados e detetives publicarem os seus livros, é considerado uma perspectiva precisa do que o júri acreditava quando absolveu Simpson. Os críticos reprovaram o livro, que se tornou uma fonte de constrangimento para as autoras, já que os críticos afirmam que isso provava muitas de suas afirmações sobre os jurados.

### Equívoco das evidências de DNA
"Eu não entendia nada desse lance de DNA. Para mim, era perda de tempo. Era confuso e não carregava peso algum para mim." Outrage: The Five Reasons Why O. J. Simpson Got Away with Murder; Page 68 
Toobin, Rantala e Bugliosi alegam que os jurados não souberam interpretar as evidencias de DNA no caso. Rantala se baseia nas afirmações feitas no livro Madame Foreman. Bess escreveu que ela achava que o sangue na cena do crime era de um dos filhos de Simpson, enquanto Cooley escreveu que ela achava que o sangue pertencia a criminalista Andrea Mazzola. No livro "Outrage", Bugliosi opinou que o júri confundiu os argumentos da defesa porque "contaminação não pode transformar o DNA de uma pessoa em específico no de outra pessoa" que é o que os jurados aparentemente acreditavam. Toobin escreveu que eles interpretaram errado os fatos do caso em relação as evidências de DNA. Jackson escreveu que ela achava que o sangue de Simpson na cena do crime estava lá antes dos assassinatos terem ocorrido. Bess também admitiu que não sabia que o sangue de Simpson estava na luva encontrada em sua residência, e que Fuhrman teria plantado a evidência. Cooley admitiu descartar evidências sanguíneas sem qualquer justificativa.
Os jurados pararam de alegar que haviam dúvidas justificáveis sobre as provas relativas ao DNA depois de saber que ambos os peritos experts em DNA da defesa , Dr. Henry Lee e Dr. Edward Blake, haviam rejeitado as alegações de contaminação de Scheck e Neufeld. Dr. Blake também admitiu que foi por esse motivo que ele foi excluído da lista de testemunhas. Cochran mencionou Blake nas alegações iniciais mas nunca o apresentou como testemunha, e nas alegações finais, Clark mencionou a ausência de Blake como prova de que os resultados dos exames eram confiáveis.

### Improcedência das alegações de violência doméstica por motivo racial
"Eu perco o respeito por qualquer mulher que aceita apanhar sem motivo. Não fique debaixo d'água se ela estiver sobre a sua cabeça; você vai se afogar.
" Carrie Bless, jurada do caso, culpa Nicole pelo seu próprio abuso sofrido nas mãos de Simpson. Entrevista com Ezra Edelman, O.J.: Made In America.
Clark escreveu que ela acreditava que o júri desdenhou do abuso sofrido por Nicole nas mãos de Simpson por motivos raciais. Ela escreveu que "raça supera gênero" e que os jurados se identificavam mais com o abusador do que com a vítima devido a sua cor. Shapiro, Dershowitz, e Uelman também concordaram com Clark. Dershowitz estatuiu que os jurados eram: "Primeiro os negros, em segundo, mulheres". Uelman alegou que as suas pesquisas apontavam que mulheres negras normalmente eram contra casamentos inter-raciais e que elas seriam hostis com Nicole. O detetive Mark Fuhrman também foi acusado de ser contra relacionamentos inter-raciais, porém ele foi taxado como racista por esse e outros motivos, enquanto que os jurados afro-americanos que se sentiam da mesma forma não foram.
Os jurados consideravam o argumento sobre violência doméstica uma "perda de tempo" e a jurada Brenda Moran disse que "este é um julgamento de homicídio, não um julgamento de violência doméstica". Elas afirmam que descartaram o argumento porque não havia novos incidentes de abuso desde 1989 mas apenas uma ligação para o 911 sobre um incidente oito meses antes da morte de Nicole ter sido apresentada no julgamento e novamente durante as razões finais. Os jurados também alegaram que não acreditavam que Nicole pensou que a sua vida estaria em grande perigo, porém um dos documentos analisados no julgamento foi um testamento por ela redigiu, declarando seus desejos em caso de morte. Em 2016, a declaração da jurada Carrie Bess sobre Nicole continuar seu casamento com Simpson, apesar dos abusos, foi considerado como um caso de culpabilização da vítima. Ela disse: "Eu perco o respeito por qualquer mulher que apanha sem merecer. Não fique debaixo d'água se ela estiver sobre sua cabeça, você vai se afogar". Caitlin Gallagher, que escrevia para a revista Bustle,criticou Bess e classificou seu comentário como "perturbador" e "totalmente intolerável". Surpreendentemente, Bess alegaria mais tarde que absolver Simpson foi uma vingança pelo caso de espancamento de Rodney King, um caso em que ela muito simpatizou, pois a vítima afro-americana, em contraste com a branca Nicole, que ela culpou por ter sido espancada por Simpson, dando a entender que os seus motivos eram mais baseados em racismo do que em princípios: "Naquela época, nós cuidávamos dos nossos, mas agora você está por sua conta".
Bill Hodgman concluiu que os jurados negros não foram capazes de relacionar os relatos de violência doméstica com os de assassinato, enquanto Clark alegou que eles entenderam muito bem, mas simplesmente não se importavam com Nicole. No seriado OJ: Made in America, o jornalista afro-americano Sylvester Monroe abordou as questões raciais envolvidas no julgamento e afirmou que sua mãe havia dito que Simpson já havia sido acusado no passado de espancar e assassinar sua primeira esposa, Marguerite L. Whitley, que era afro-americana, segundo ele, se estes fatos tivessem sido considerados "este não teria sido o julgamento do século, e o seu traseiro negro estaria na prisão".
Shapiro escreveu que os consultores do júri declararam que "mulheres negras frequentemente ficarão na defensivas e até mesmo protegerão homens negros que são acusados de tal comportamento por mulheres brancas". A jurada Jeanette Harris, que foi demitida do cargo, foi citada como um exemplo disso. Ela escondeu o fato de ter sido vítima de violência doméstica para que pudesse estar no júri, e continuou negando para que pudesse permanecer ali, e depois minimizou a própria violência depois de ser demitida a fim de proteger Simpson, mesmo depois da violência doméstica por ele cometida de ter sido provada.
Darnel Hunt opina que a pior parte do caso foi a indiferença dos afro-americanos em relação a violência doméstica. A constatação do abuso virou a opinião pública contra Simpson, mas o apoio dos afro-americanos permaneceu relativamente inalterado. A tensão sobre casamentos inter-raciais nos Estados Unidos decorre do fato deste já ter sido criminalizado uma vez. Essas leis foram criadas por pessoas majoritariamente brancas e eram indiscutivelmente motivadas por racismo . Todos os jurados do caso cresceram em um momento da história em que essas leis ainda estavam em vigor em algumas partes do país antes de finalmente serem declaradas inconstitucionais no processo Loving v. Virginia em 1967. O filho do primeiro casal inter-racial casado na Virgínia depois dessa decisão foi Ezra Edelman, diretor de OJ: Made in America .
Os jurados pararam de alegar que a violência doméstica era irrelevante depois que a Dra. Lenore E. Walker revelou que ela foi retirada da lista de testemunhas pela defesa de Simpson porque a sua pesquisa concluiu que mais de 80% dos cônjuges vítimas de violência doméstica são mortos por seus agressores. Rubin-Jackson, mais tarde, se desculpou com Denise Brown, que se tornou uma defensora dos sobreviventes de violência doméstica, por chamar a situação de perda de tempo.
A forte opinião pública sobre as cartas e declarações de Nicole Brown que mais tarde foram considerados inadmissíveis por serem apenas boatos incentivou a criação da Lei de Violência Contra a Mulher de 1994, a qual Clark e Douglas se referiram como "A Lei O.J". A lei era uma resposta direta ao caso Simpson e incluiu mecanismos que requeriam prisão imediata em situações de violência doméstica, como por exemplo a abertura de processo contra o abusador mesmo que a vítima não testemunhasse contra ele e permitia que boatos e rumores fossem objeto de prova em casos de violência doméstica, para que as declarações feitas pela vítima fossem admissíveis mesmo que não estivessem disponíveis para inquirição. Depois do julgamento, estudiosos reportaram um aumento nas denúncias, prisões e sentenças mais severas para condenados de cometer violência doméstica.

### Preconceito contra a acusação
"Pode haver um pouco de dúvida - apesar de que ninguém espera que qualquer um dos jurados de Simpson admita isso - que a maioria dos membros do júri estavam do lado de Simpson e que estes possuíam desconfianças contra a acusação.."  Vincent Bugliosi em Outrage: The Five Reasons Why O. J. Simpson Got Away with Murder; Capítulo dois; Página 67
Bugliosi escreveu que "Exceto quando um assassino é preso no ato, nunca vi um caso mais óbvio de culpa. Todas as evidências - não algumas ou a maioria delas - apontam irresistivelmente para a culpa de Simpson e somente sua culpa" e afirma que o júri foi tendencioso contra a promotoria e a polícia e fez argumentos absurdos para descartar evidências e cita especificamente a pegada de sangue no Bronco de Simpson como prova disso. A polícia encontrou um rastro de pegadas no sangue de Nicole, feitas pelo assassino, que vai da cena do crime até o beco onde os carros costumavam estar estacionados e um deles estava dentro do Bronco de Simpson. Bugliosi disse que eles poderiam ter condenado Simpson com base apenas nisso, mas o descartaram e alegaram absurdamente que Fuhrman poderia tê-lo plantado ali.
Alan Dershowitz declarou que o júri "queria libertar Simpson" e mencionou a rejeição do testemunho de Allan Park por motivos "insignificantes" como prova disso. Park testemunhou que o carro de Simpson não estava em sua casa quando ele chegou naquela noite em Rockingham e ninguém atendeu o interfone ou parecia estar em casa e que achava que viu Simpson chegar naquela noite em sua casa, mas Bess disse que rejeitava o testemunho de Park porque ele não sabia quantos carros estavam estacionados na garagem de Simpson, o que não tinha nada a ver com o seu testemunho. Bess também disse que descartou a evidência do sangue de Simpson encontrados na cena do crime porque ela acreditava que Vannatter poderia tê-la plantado lá quando ele voltou para a casa de Simpson naquela noite, apesar da cena do crime nem estar lá. Shelia Woods descartou todas as evidências de DNA do crime porque ela erroneamente pensou que todas foram encontradas no portão dos fundos, o que lhe causou suspeitas. Cooley admitiu ter descartado evidências de sangue sem qualquer justificativa.
No documentário de Ezra Edelman de 2016 O.J.: Made in America, Carrie Bess disse que estimava que "90% do júri" queria absolver Simpson como vingança pelo incidente com Rodney King, e não por que eles acreditavam em sua inocência, e quando perguntada se ela acreditava que a decisão tinha sido correta, ela simplesmente mostrou indiferença. Após a absolvição, Bill Hodgman disse que em conversa com o delegado que liberou os jurados, este testemunhou reuniões e celebrações entre os jurados e seus familiares e ouviu diversas vezes que a absolvição de fato foi por vingança pelo caso de  Rodney King.
A juíza Yolanda Crawford, entretanto, negou as alegações de Bess, e disse que a decisão deu-se por erros processuais, como por exemplo indicar  Fuhrman como uma testemunha e fazer Simpson colocar as luvas durante a audiência, ela também vociferou o seu descontentamento com as tentativas de Cochran, advogado de Simpson, de influência os jurados através de mensagens sublimes de cunho racial, como por exemplo usar uma gravata com estampas africanas. Em entrevista com Meredith Vieira, ela disse que a decisão teria sido diferente se eles tivessem visto as fotos de Simpson usando os sapatos da marca Bruno Magli  que ele negava possuir. Contudo, a única jurada negra do processo civil que foi dispensada alegou mais tarde que ela teria suspendido o júri se ela tivesse ali permanecido, porque ela achava que todas as fotos de Simpson usando aqueles sapatos eram montagens.
Todos os jurados expressavam forte convicção de que um complô estava ocorrendo, mas durante o posterior processo civil, Daniel M. Petrocelli refutou todas as alegações sobre as conspirações sobre sangue plantado feitas no processo criminal por Scheck. Petrocelli percebeu que a evidência usada para afastar tais alegações estavam disponíveis no julgamento criminal o que levou a diversas críticas de que o júri descartou evidências e que a decisão foi motivada por razões raciais, ensejando nulificação por júri. A única alegação de fraude que não pôde ser negada de forma dedutiva foram as alegações de que Fuhrman havia plantado as luvas na casa de Simpson, porém inexistiam provas físicas ou oculares para sustentar tal alegação. Jeffrey Toobin escreveu que a defesa estava planejando fazer estas alegações meses depois do julgamento ter se iniciado pois esta era a única explicação do porquê da luva ter sido encontrada na casa de Simpson. Os únicos dois argumentos que corroboravam com essa alegação eram a dificuldade de Simpson em colocar as luvas e as filmagens de Fuhrman que sugeriam que ele seria capaz de tal atitude. A investigação sobre os vídeos de Fuhrman não encontraram evidências de transgressões, pelo contrário, foram encontradas evidências de que ele estava atuando para um roteirista de Hollywood conforme mais tarde o próprio alegou, e Shapiro afirmou que Simpson estava dissimulando (conforme alegou a acusação) quando ele demonstrou dificuldade em colocar as luvas.
Vincent Bugliosi escreveu que as alegações de que um complô havia se instaurado foram elaboradas para explicar evidências incriminatórias que a defesa não conseguia refutar. O sangue de Simpson no portão dos fundos, o sangue de Nicole Brown nas meias, as pegadas com sangue no carro de Simpson e a localização de uma das luvas na casa de Simpson não poderiam ser explicadas nem por alegações de contaminação ou incompetência da investigação, então a defesa fez alegações conspiratórias sobre a existência de um complô ao invés disso. Quando a acusação começou oferecendo evidencias refutando os argumentos sobre contaminação de provas e demonstrando a irrelevância de erros cometidos, as alegações sobre conspiração se expandiram para alegar que todas as provas haviam sido plantadas incluindo o sangue que o próprio Simpson já havia admitido em vídeo para Lange e Vanatter que ele havia se machucado em sua residência, na garagem e em seu carro depois de se cortar na mesma coite que Nicole e Ron foram mortos. Bugliosi também demonstrou no livro Outrage que o próprio Simpson em momento algum acusou a polícia de acusa-lo injustamente ou estar perseguindo o homem errado, ele e sua equipe deram álibis contraditórios ao público (Simpson contou para Alan Park que ele dormiu demais e tomou um banho, enquanto que Robert Shapiro declarou que Simpson estava jogando golf em Chicago), Simpson desculpou-se com Lange e com a polícia por telefone durante a perseguição ao seu veículo e disse que a polícia só estava "fazendo o seu trabalho", e que as alegações de falsa incriminação motivadas por racismo eram algo que Shapiro, Cochran e Scheck apenas passaram a pensar, por si mesmos, após o começo do julgamento. Bugliosi acrescentou que apesar do Departamento de Polícia de Los Angeles ter um histórico de violência em desfavor de Afro Americanos, que eles nunca foram acusados de incriminar falsamente quaisquer suspeitos, o que foi provado quando ninguém se apresentou para apoiar as alegações de falsa incriminação, tendo sido ressaltado que Simpson deliberadamente escolheu renunciar o seu direito de testemunhar no banco de testemunhas na frente do júri ( a quem Bugliosi mencionou especificadamente como as doze pessoas que poderiam lhe enviar para a prisão perpétua) para declarar a sua inocência durante a audiência, uma vez que envolveria ser inquirido pela promotora Clark e o co-promotor Darden, tendo apenas decidido contar a sua versão da história após a sua absolvição devido aos princípios do ne bis in iden que o protegiam de ser processado novamente. No documentário O.J.: Made in America, Carl E. Douglas admitiu que depois da lista final de jurados ter sido selecionada, Simpson cochichou no ouvido de Cochran que "se este júri me condenar, talvez eu tenha feito aquilo."  Bugliosi citou a inquirição feita por Daniel Petrocelli contra Simpson durante a audiência do processo civil em que Simpson nega já ter batido na Nicole e de possuir os sapatos de marca Bruno Magli apesar das evidências provarem que ele estava mentindo como uma das principais razões pelas quais Simpson foi considerado responsável por ambas as mortes.
Darnel Hunt escreveu que a desconfiança dos afro-americanos contra a polícia não é infundada, mas as alegações de falsa incriminação pela polícia era totalmente implausível. Hunt disse que o júri aceitou todas as alegações de complô que a defesa fazia sem questionar, e foi isso o que mais tarde os levou a fazer críticas depois que tais alegações foram refutadas. Anos depois, alguns jurados ainda defendiam aquelas alegações. Em 2016, a jurada Shelia Woods afirmou que ela ainda acreditava que o sangue de Simpson, que foi encontrado no portão dos fundos, havia sido plantado pela polícia, apesar do sangue ter sido fotografado ali antes do sangue do braço de Simpson ter sido coletado.
O promotor William Hodgman deveria ter sido o co-promotor de Clark porém foi substituído por Darden depois de ter sido hospitalizado. Durante uma conferência de imprensa, Johnnie Cochran alegou que a promotoria apenas estava usando Darden por ser um homem negro, para alavancar o caso, o que fez o júri considerar Darden como um token designado para o caso. Mark Fuhrman disse que se sentia o mesmo sobre  Darden. Jeffrey Toobin alegou que tudo o que foi dito por Cochran sobre Darden era basicamente um "Uncle Tom" e expressou desaprovação ao comportamento de Cochran.

### Mudanças na opinião de alguns jurados e dos advogados de defesa
"Muitas pessoas entraram de cabeça no caso, mas hoje em dia, foi tudo perda de tempo. Ele não era merecedor. O.J chegou ao topo, mas quando ele caiu, não deveria ter afetado as pessoas negras de forma alguma. Deveria ter afetado apenas o O.J." —Opinião de Sylvester Monroe sobre a comunidade Afro-Americana em defender Simpson durante o processo por assassinato e depois pelo de roubo, O.J.: Made in America.
Vários jurados mudaram as suas opiniões anteriores quanto a inocência de Simpson. Em 2016, Carrie Bess admitiu que enquanto ela ainda acreditava que absolver Simpson por vingança pelo caso de Rodney King era a decisão correta pelo contexto dos anos 90, ela se arrepende pelo veredito de absolvição ter levado mais tarde a prisão de Simpson em Las Vegas (pelo crime de roubo), e chamou Simpson de "idiota" por ter se medito em mais problemas. A nona jurada, Lionel Cryer,ex-membra do movimento dos Panteras Negras que mostrou para Simpson o punho erguido do movimento negro após o veredito, disse que, em contrapartida, teria lhe dado o veredicto de culpado. A jurada Anise Aschenbach, a quem inicialmente votou "culpado" antes de mudar o seu voto, estatuiu que ela se arrependia da decisão e acreditava na culpa de Simpson porque ele não estava procurando "pelo verdadeiro assassino" como ele prometeu que iria. A partir de 2021, Carrie Bess continua sendo a única autora de  Madame Foreman que não se desculpou com os familiares de Nicole Brown e Ron Goldman pelo veredito, pelo livro e seus comentários sobre Nicole, e continua a afirmar que não foi errado absolver Simpson por vingança ao caso de Rodney King.
Em Outrage, Bugliosi sinalizou que depois que o resultado do julgamento foi divulgado, enquanto Johnnie Cochran era o único que aparentava estar feliz ao ponto de abraçar Simpson, tanto Shapiro quanto Kardashian aparentavam estavam bastante chocados, enquanto Bailey se mostrava indiferente. A reação dos advogados, a exceção de Bugliosi, foi mencionada como sendo incomum por advogados de defesa que absolveram com sucesso um cliente que tinham certeza de ser inocente.
Em O.J.: Made in America, o diretor de filmagem Peter Hyams, que trabalhou com Simpson em Capricorn One, confessou que ele já havia discutido a possibilidade de Simpson ser culpado com um amigo, que admitiu que para o Delegado Mark Fuhrman conseguir incriminar Simpson com sucesso, ele teria que saber que Simpson não possuía um álibi, pois ele não arriscaria o seu emprego ou vida por isso, já que Fuhrman teria que enfrentar uma ação penal com risco a pena de morte se ele tivesse tentado plantar evidências em um caso de duplo homicídio, que também garantia pena capital, tendo o diretor passado a acreditar que Simpson era o assassino. Scheck se recusou a dar uma resposta definitiva sobre ele acreditar ou não que todas as evidências contra Simpson foram plantadas conforme alegado por ele no julgamento, tendo ele alegado que acreditar ou não, não era o seu dever e que ele não era onisciente. Bailey, que desde então foi expulso da ordem dos advogados americana por sua falta de postura, sendo assim o único com permissão para expressar sua opinião pessoal, continuou a afirmar sem qualquer explicação ou prova de que Fuhrman, com suas próprias mãos, plantou a luva no local para incriminar Simpson, e quando perguntado quais seriam os motivos de Fuhrman para tal, Bailey respondia brevemente que Simpson tinha se casado com uma mulher branca, o que aos olhos de Fuhrman era um "crime capital". Em entrevista com Barbara Walters, Robert Kardashian admitiu que ele tinha dúvidas quanto a inocência de Simpson devidos as evidências de sangue. Kardashian, que era amigo intimo de Nicole, iria mais tarde romper todo tipo de contato possível com Simpson.

## Críticas à acusação
O procurador Hank Goldberg publicou o livro The Prosecution Responds: An O.J. Simpson Trial Prosecutor Reveals what Really Happened (1999) (tradução não oficial: A acusação responde: Um promotor do caso O.J.Simpson revela o que realmente aconteceu) e escreveu que o veredito foi o resultado de uma "avalanche" de erros tanto dos investigadores, quanto dos promotores e dos membros da corte de julgamento, tudo acontecendo após as consequências das manifestações de Los Angeles de 1992 . O ex-membro do Ministério Público Estadual e advogado Vincent Bugliosi publicou o livro Outrage: The Five Reasons Why O. J. Simpson Got Away with Murder (tradução não oficial: Ultraje: Os cinco motivos do porquê O.J.Simpson escapou impune). Bugliosi atribui o resultado do julgamento majoritariamente as péssimas decisões tomadas por parte dos promotores, seguido de uma péssima condução por parte do juiz Lance Ito e no desaforamento por ele perpetrado, que resultou em um júri hostil aos procedimentos legais.

### Estimativa imprecisa da coleta de sangue de Simpson
De acordo com Goldberg, Hodgman, Darden e Marcia Clark, o principal erro feito no caso deu-se nas fases preliminares quando Thano Peratis estimou, de forma incorreta, quanto sangue ele havia retirado de Simpson para exames. Inicialmente ele estima que retirou 8 mLs de Simpson, porém os arquivos mostram que apenas 6.5 mLs foi coletado, motivando a defesa a alegar que estava faltando 1.5 mLs de Sangue de Simpson. Esse erro colocou a acusação em uma posição defensiva, vez que Scheck passou a alegar que o sangue desapareceu por conta do complô. Peratis estava agendado para testemunhar novamente no início da audiência para esclarecer estes pontos, mas ele foi hospitalizado e o júri sequer chegou a ouvir as suas correções sobre as estimativas até chegado o momento da réplica no julgamento, momento este em que Scheck já havia feito todas as suas alegações sobre provas de sangue que foram plantadas.

### A exibição das luvas
"Essa foi a definição do erro dos advogados na audiência: não faça uma pergunta se você não sabe a resposta. Ele não sabia se a luva cabia ou não." —Jeffrey Toobin sobre a decisão de Chris Darden de fazer simpson colocar as luvas, O.J.: Made in America.
Foi o promotor de acusação Christopher Darden quem pediu para que Simpson experimentasse as luvas durante a audiência. Em O.J.: Made in America, Marcia Clark alegou que ela implorou a Darden para que Simpson não vestisse as luvas, e ambos brigaram muitas vezes devido a isso. Apesar de Darden ter aceitado tais pedidos, Bailey o enganou para que Simpson as pudesse experimentar, alegando que se a acusação não o fizesse, que a defesa iria. A notícia de que as luvas não couberam tornou-se nacionalmente conhecida devido ao notório impacto sobre os jurados e também internacionalmente conhecido como um grave erro da promotoria.  Bugliosi foi muito critico à Darden e escreveu que pedir para Simpsol experimentar as luvas era o mesmo que perguntar a Simpson se ele era culpado e esperar uma resposta afirmativa. A jurada Brenda Moran disse que absolveu Simpson porque as luvas não cabiam nele, porém a jurada Lionel Cryer disse que a prova das luvas em audiência não fazia sentido pois era óbvio que as condições originais da luva haviam sido alteradas, pois Darden providenciou um novo par de luvas do mesmo modelo e elas couberam em Simpson perfeitamente.
Em O.J.: Made in America, o agente esportivo de Simpson Mike Gilbert, alegou que antes de Simpson vestir as luvas, ele o aconselhou a parar de tomar os remédios para atrite, para que então as suas mãos pudessem inchar e não caber nas luvas. No programa The Rich Eisen Show, entretanto, o advogado de defesa Carl E. Douglas contra argumentou as alegações de Gilbert taxando-as de absurdas, e disse que a equipe de defesa sequer sabia que as luvas seriam provadas em audiência, apesar de Bailey já ter admitido em O.J.: Made in America de que eles já estavam cientes da apresentação que seria feita em audiência e que ele havia enganado Darden ao fazer Simpson vestir as luvas para que então parecesse como um erro da acusação, e não da defesa.

### Falha ao apresentar evidências incriminatórias
O promotor William Hodgman, antes de ser substituído como co-advogado de Clark, decidiu não apresentar evidências relativas a perseguição ao veículo Bronco, sobre a carta de suicídio, os objetos encontrados dentro do Bronco e o vídeo do depoimento de Simpson a polícia. Clark concordou e escolheu não as apresentar depois que Hodgman foi substituído. Bugliosi lançou críticas à decisão de Clark pois aquela evidência era muito incriminatória - Simpson admitiu para a polícia que ele cortou o próprio dedo e espalhou o sangue pela sua casa, dirigiu o Bronco no mesmo dia em que os assassinos, deu álibis contraditórios para o público (ele contou para Alan Park, o motorista da limusine, que dormiu demais e depois foi tomar banho, a qual Park testemunhou que ele viu Simpson vestindo roupas pretas entrando em sua casa mais cedo, e Roberto Shapiro alegou que Simpson estava em Chicago em uma conferencia de golf na noite dos assassinatos), depois se desculpou em uma carta (a qual foi lida ao vivo para imprensa por Robert Kardashian) para a família de Ron Goldman pelo que apenas poderia ser o seu homicídio pois Simpson e a família de Ron nunca se encontraram antes. Ele levou o seu passaporte com ele quando fugiu, dando a entender que ele iria sair do país e comprou um kit de disfarces para não ser reconhecido. Bugliosi notou que depois que Simpson e Al Cowlings foram presos, Cowlings foi perguntado se ele acreditava que Simpson cometeu os assassinatos e Cowling respondeu que as evidências físicas falavam por si próprias.
Clark concordou com Bugliosi que as evidências eram incriminatórias mas ainda assim defendeu a sua decisão e percebeu que o público estava ciente de que as suas ações implicariam em condenação, ainda assim, milhares de pessoas estavam apoiando as suas tentativas de fugir da persecução penal e simpatizavam com o seu sentimento de culpa. Jeffrey Toobin notou que o júri já tinha conhecimento sobre a perseguição ao Bronco, a carta de suicídio e os itens ali encontrados, pois eles assistiram o ocorrido pela TV e decidiram descartar tais provas sem mais nem menos.

### Abandono dos aspectos de violência doméstica do caso
"Para mim, era uma perda de tempo. Esse era um processo de homicpidio, e não um de violência doméstica. Se você quer ser condenado por violência doméstica, vá para outro juízo e por lá seja condenado." —Jurada Brenda Moran expressando a sua indiferença quanto aos abusos sofridos por Nicole a imprensa.
A promotora Marcia Clark foi quem decidiu excluir a parte que tratava de violência doméstica do caso na metade de sua apresentação. Darden escreveu que a violência doméstica foi o motivo para os assassinatos. Vincent Bugliosi escreveu que ele teria detalhado mais tais aspectos e percebeu que o abuso voltou a opinião pública contra Simpson e opinou que também teria voltado o júri contra ele se Clark e Darden a tivessem exposto de forma melhor, afirmando que as alegações da jurada Brenda Moran de que a existência de violência doméstica era irrelevante para o caso de assassinato era o mesmo que alegar que comer com exagero nada tem haver com casos de obesidade. Daniel M. Petrocelli atribuiu a diferença no resultado do processo civil quanto a aquele júri ser receptível ao argumento de que a violência doméstica é um prelúdio para assassinatos.
Darden escreveu que a apresentação daquela parte no caso foi embaraçada pelo juiz Ito, que considerou as cartas e declarações feitas por Nicole como inadmissíveis como prova testemunhal indireta. Relatos de testemunhas eram admissíveis, porém Ito atrasava o andamento do processo penal ao chama-las apenas depois que todas as evidências forenses já tinham sido apresentadas. Até então, Darden disse que o júri estava exausto e aparentavam desinteresse em ouvir sobre as agressões. Clark alegou que ela abandonou tais alegações pois ela achou que as evidências de DNA do caso eram imbatíveis, porém a mídia especulou que foi por causa dos comentários feitos pela Jurada dispensada Jeanette Harris, e Darden confirmou que era verdade. Harris foi uma vítima de violência doméstica, mas falhou em realizar denúncia e foi expulsa dos jurados por conta disso. Mas logo depois, ela deu uma entrevista e disse que as agressões cometidas por Simpson contra Nicole "não eram nada demais" e disse que os outros jurados também tinham a mesma percepção. Em. Nos livros "Evidence Dismissed" e "Murder in Brentwood" (tradução: "Rejeição das provas" e "Assassinato em Brentwood"), os detetives Lange, Vannatter e Fuhrman escreveram que eles consideravam a história de violência doméstica um motivo torpe para se matar alguém.

### Mudanças na competência territorial
Em Outrage, Bugliosi criticou a acusação por ter mantido o julgamento no centro da cidade de Los Angeles ao invés de em Santa Mônica onde os assassinatos aconteceram. Alan Dershowitz notou que a acusação fez isso de forma proposital, porém Toobin escreveu que mudar o foro era competência dos Tribunais, e não do promotor, e que o julgamento "jamais poderia tramitar em outro lugar que não fosse o fórum criminal do Centro de Los Angeles" pois aquele era o único lugar naquela época que poderia acomoda-lo. Darden escreveu escreveu em seu livro "In Contempt" (Tradução não oficial: "Em desprezo") que era uma atitude hipócrita criticar a defesa por supostamente tentar convocar jurados negros para audiência enquanto também se criticava a acusação por não querer que o julgamento tramite em Santa Mônica, onde teriam pouquíssimos jurados negros. Durante o processo de seleção do júri, tanto a defesa quanto a acusação foram acusados de intencionalmente tentar convocar ou excluir jurados negros respectivamente, o que era ilegal pois os tribunais do Estado da Califórnia proibiram as chamadas peremptory challenges (que é a permissão ao advogado de excluir certos jurados do júri por acreditar que estes serão tendenciosos e/ou imparciais em seu julgamento por pertencerem a determinada etnia, nacionalidade, religião e até mesmo profissão) aos jurados com base em raça, como foi no caso People vs. Wheeler.

### Mark Fuhrman

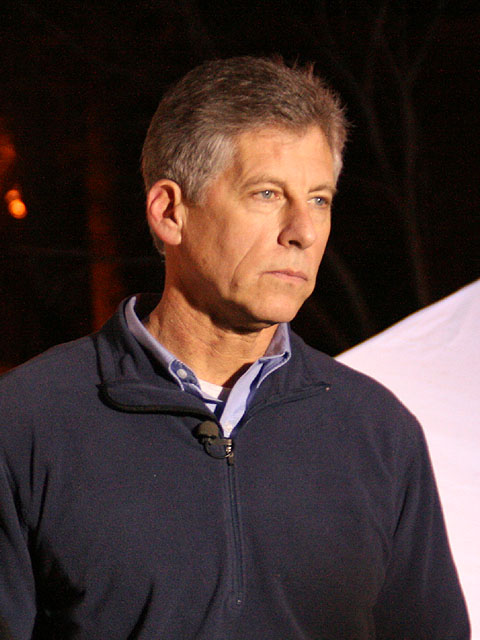
Mark Fuhrman

Em Outrage, Bugliosi criticou Marcia Clark e Chris Darden por suas observações sobre Mark Fuhrman em suas alegações finais, em que Clark se referiu a ele como um racista e "o pior que a Polícia de Los Angeles tem a oferecer", desejando que uma pessoa como ele nunca tivesse nascido, enquanto Darden afirmou que ele nunca mais iria se referir a ele como "Detetive Furhman" com base no fato de que ele não merecia o título. Ambos estavam reforçando as alegações da defesa sobre raça. Bugliosi citou uma situação em que Fuhrman estava trabalhando em outubro de 1994, em que Arrick Harris, um traficante afro-americano, foi falsamente acusado de assassinar um homem branco a quem ele havia previamente ameaçado de morte, mas que depois foi solto baseado em provas encontradas pelo próprio Fuhrman, e criticou Clark por não ter tocado no assunto para refutar as alegações da defesa de que Fuhrman era um racista. Os detetives Lange e Vanatter concordaram com Bugliosi, e notaram que Clark foi longe demais e que na verdade as alegações finais dela apenas causaram mais dano a credibilidade da Polícia de Los Angeles aos olhos dos jurados, enquanto Bugliosi também criticava Clark e Darden Clark por não confrontar Fuhrman desde o inicio sobre as suas histórias de usar ofensas racistas e instrui-lo a contar a verdade no banco das testemunhas se fosse perguntado sobre isso pela defesa com o objetivo de pinta-lo como uma testemunha honesta. Vannatter concedeu um furo de reportagem em que a polícia de Los Angeles entrou em contato com o promotor errado, Lange e Vannatter também criticaram Fuhrman por cometer falso testemunho e depois alegar que preferia exercer o direito de permanecer calado. Lange, principalmente, criticou Fuhrman por usar ofensas racistas  de uma forma tão depreciativa em gravações sem nem esperar possíveis consequências futuras.
Em Outrage, Bugliosi também mencionou que após o julgamento, o co-promotor Bill Hodgman havia alegado que ele tinha evidências de que Fuhrman estava trabalhando duro para inocentar afro-americanos, e o criticou por não apresentar tais fatos. Bugliosi também alegou que quatorze policiais uniformizados, cuja maioria deles jamais havia conhecido Fuhrman anteriormente, chegaram a cena do crime e viram apenas uma luva antes de Fuhrman chegar, e ele culpou Clark e Darden por ter colido o depoimento de apenas dois deles, ao invés de todos os quatorze para esclarecer que havia apenas uma única luva, portanto, seria impossível para Fuhrman plantar uma segunda luva, ou para Lange, Vannatter ou Fung plantarem quaisquer evidências na casa de Simpson sem serem vistos, a menos que de fato se trata-se de um complô entre diferentes e desconexos setores da Polícia de Los Angeles, do Laboratório da própria polícia do estado e dos dois laboratórios particulares que também receberam amostras de sangue, aos quais Bugliosi rejeitou o resultado. O próprio Fuhrman alegou que acreditar que ele havia plantado a segunda luva seria tão absurdo quanto acreditar que ele colocou Kato Kaelin, o amigo de Simpson que estava dormindo no quarto de hospedes na noite dos assassinatos e que testemunhou que ouviu três pancadas fortes como se fosse um terremoto vindo da mesma área em que Fuhrman encontrou a segunda luva, e notou que enquanto Johnnie Cochran e F. Lee Bailey estavam o acusando de plantar a luva ao coloca-la em uma sacola plástica e enfia-la em sua meia para que ninguém a descobrisse, eles não o intimaram uma única vez para apresentar as suas roupas da noite dos assassinatos para procurar vestígios materiais de suas alegações, o que provou que tanto Cochran e Bailey sabiam que Fuhrman era inocente de quaisquer crimes, mas deliberadamente mentiram para o júri majoritariamente feito de pessoas negras para brincar com o sentimento deles e conseguir a anulação do júri em razão de suas raças. Em 2006, um ano após a morte de Cochran, em entrevista com Judith Regan para o livro If I Did It, Simpson soltou que ele "poderia" ter deixado cair uma luva na cena do crime pois foi ali que a polícia a encontrou, contradizendo diretamente as alegações de Cochran e Bailey de que um outro assassino tinha deixado duas luvas na cena do crime e que Fuhrman havia plantado uma delas na residência de Simpson para incrimina-lo. Apesar da entrevista não ter sido divulgada até 2018, o livro foi publicado em 2007, e ainda que o livro incluísse a confissão de Simpson, Bailey continuou a afirmar até o dia da sua morte em junho de 2021 que Fuhrman tinha plantado a luva no local.
Depois do julgamento, a pressão foi colocada no promotor Gil Garcetti por um grupo de Afro-Americanos para processar Fuhrman, o que resultou na não apresentação de contestação pela acusação de falsa acusação, o que resultou em sua demissão da Polícia de Los Angeles, o que irritou Bugliosi mais do que os outros, já que o mesmo não aconteceu às testemunhas de defesa e peritos que admitiram tempos depois que deram falso testemunho de forma proposital para beneficiar Simpson sobre situações que eram relevantes ao caso. Ironicamente, Fuhrman, que era a testemunha principal da acusação, foi o único que foi condenado por declarações feitas no julgamento de Simpson, o que levou Bugliosi a se referir a ele como uma "vítima". Tanto Bugliosi quanto Fuhrman invocaram a seção 128 da Constituição dos Estados Unidos, que afirma que plantar evidências é uma ofensa de nível capital que autoriza a pena de morte, mas em uma entrevista à televisão entre Bugliosi e Alan Dershowitz em 11 de junho de 1996 com a presença de Larry King, Dershowitz rejeitou a seção 128 e a declarou como sendo uma mentira, e continuou a afirmar que Fuhrman e Vannatter haviam plantado evidências e mentiram no banco das testemunhas. O escritor Dominick Dunne foi mencionado por dizer que parecia que se utilizar de injúrias raciais era pior do que o crime de assassinato, e criticou Johnnie Cochran por repetidamente descrever a sua defesa como uma "busca pela verdade" enquanto ele mesmo sabia que estava mentindo e manipulando o júri com base em fatos irrelevantes para o caso por si só. Fuhrman comparou a sua situação com o caso de Joseph Wambaugh, um ex-detetive de Los Angeles que escreveu um livro semifictício, The Choirboys, em que as mesmas injúrias raciais eram utilizadas pelo personagem principal, e demonstrou a hipocrisia de ninguém estar acusando Wambaugh de racismo ou de ser um supremacista branco, enquanto que ele foi condenado pelo público por fazer o mesmo em um roteiro fictício para uma escritora, e criticou a acusação por tê-lo abandonado ao invés de apresentar o roteiro ou qualquer testemunha que pudesse provas a natureza ficcional das fitas, como uma empresária responsável pelas suas publicações ou os produtores do roteiro.

## Críticas a defesa

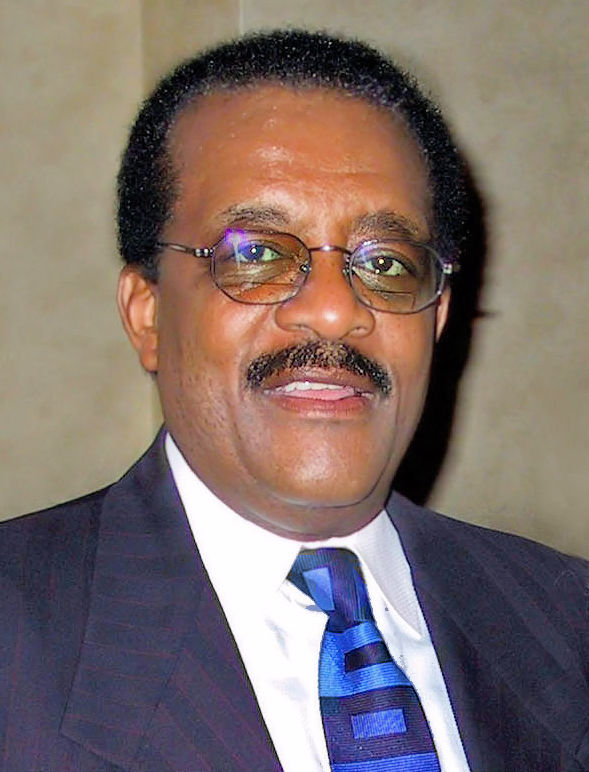
Enquanto Johnnie Cochran foi saudado como um herói pela comunidade afro-americana em geral por conseguir a absolvição de Simpson, ele foi amplamente criticado por brancos e negros e considerado um racista por ter transformado um julgamento de assassinato em um julgamento sobre raças.

### "Vitimização"
"Isso vai incomodar os jurados negros; será lançado um teste e o teste será: de que lado vocês estão? Do lado do policial branco ou do lado do réu negro e de seu sublime advogado negro." —Christopher Darden, argumentando com desprezo contra permitir que a defesa faça perguntas sobre a utilização da palavra “Nigger”.
Em julho, uma enquete apontava que 90% dos afro-americanos não acreditavam que questões envolvendo raça foi um fator para os assassinatos de Nicole Brown e Ron Goldman. A controvérsia da capa da revista de 27 de junho da "Time", que possuía a foto do arquivo policial de Simpson escurecida, pareceu gerar nas pessoas empatia à Simpson pelas alegações de racismo, mesmo tendo sido acusado de um duplo homicídio. Shapiro admitiu que a defesa tirou este argumento vitimizador (ou "race card") do fundo do baralho. Dershowitz, que mais tarde criticaria Cochran por levantar bandeiras raciais no julgamento, escreveu no livro Reasonable Doubts: The Criminal Justice System and the O.J. Simpson Case (tradução não oficial: "Dúvidas Justificáveis: O sistema de Justiça Criminal e o Caso O.J Simpson") que "nós usamos a única estratégia que podíamos".
Em O.J.: Made in America, Jeffrey Toobin concordou com o pedido inicial de Darden de banir questões raciais do julgamento pois eles eram irrelevantes e que "cegariam o júri... e causar extremo preconceito contra os promotores do caso" conforme alegado por Darden. Toobin opinou que enquanto que as alegações finais de Cochran são mais conhecidas pela frase "se não cabe, você absolve" a pergunta que Cochran fez para verdadeiramente manipular o júri foi "De que lado vocês estão?". A ex jurada Jeanette Harris confirmou que o júri estava dividido quanto as falas de ordem racial devido ao fato deste tema ter sido introduzido no julgamento. As argumentações de Cochran durante as suas alegações finais também sugeriam isso: "Se você cresceu neste país, então você sabe que existem muitos Fuhrmans por ai" - foi um apelo descarado sobre solidariedade racial aos jurados negros na opinião de Toobin e as alegações dele de "absolvam Simpson e mandem este recado para a polícia" seria um apelo para a anulação do júri pelos assassinatos de acordo com. Depois que o resultado da sentença foi lido, o jurado Lionel Cryer fez uma saudação black power para Simpson, com o braço levantado e os punhos cerrados .
 
"Minha opinião permanece a mesma, que questões raciais nunca deveriam ter sido parte do caso. Eu estava errado. Nós não apenas usamos cartas na manga quanto à questões raciais, nós as retiramos do fundo do baralho" — Robert Shapiro, em entrevista com Barbara Walters.
Robert Shapiro escreveu no seu livro The Search for Justice: A Defense Attorney's Brief on the O.J. Simpson Case (tradução não oficial: "Em busca de Justiça: um resumo do caso O.J Simpson por um advogado de defesa") que o fato de Cochran introduzir questões raciais no julgamento foi a principal causa que dividiu a equipe de advogados: "Raça não é o problema...uma defesa construída em cima de argumentos raciais nunca vai nos ajudar". Shapiro escreveu que Cochran usou o tópico raça para tentar a nulificação do júri em suas razões finais, Bailey se utilizou disso para argumentar que Fuhrman plantou as luvas no local do crime,  Scheck usou tais fatos para argumentar sobre as alegações de provas de sangue plantadas e Dershowitz para apoiar a tese de um complô feito pela polícia. Apesar das alegações da existência de um complô feitas por Bailey, Scheck e Dershowitz, Shapiro escreveu que não acreditava que Simpson havia sido incriminado injustamente pela polícia. Depois das suas alegações finais, em que Cochran abertamente compara Fuhrman com Adolf Hitler, Cochran recebeu diversas ameaças de morte e contratou seguranças de Louis Farrakhan, líder do Nation of Islam, o que enraiveceu Shapiro particularmente, pois ele é judeu, e Farrakhan era famoso por seus ideais de supremacia negra e antissemitismo. Fred Goldman, pai de Ron Goldman, também era judeu e se irritou com os comentários de Cochran, que disse que ele era um "homem nojento" e "o pior tipo de racista que existe" por Fred ter falado sobre racismo e ter associado Cochrar a Farrakhan ao mesmo tempo. Depois da leitura da sentença, Shapiro declarou em uma entrevista que ele jamais trabalharia com Cochran de novo.
O professor de sociologia Harry Edwards expos que a opinião (de Simpson) era "Eu não sou negro, eu sou O.J." a respeito de sua falta de empatia à questões raciais. Vincent Bugliosi criticou a acusação no livro Outrage por não ter utilizado aspectos pessoais da vida de Simpson para refutar as alegações da defesa de que ele era um herói para a comunidade negra - pois ele havia deixado a sua esposa negra por uma mulher branca, tinha casos apenas com mulheres brancas, tinha dois filhos birraciais, se mudou para um bairro de brancos e depois do divórcio começou a namorar uma branca.  A defesa sabia de tudo isso e tentaram esconder tais fatos. Robert Kardashian admitiu em uma entrevista com a Barbara Walters que, antes dos jurados visitarem a casa de Simpson, a defesa arrumou a casa toda e trocou todas as fotos de mulheres brancas por fotos de mulheres e crianças negras, inclusive trocaram uma foto nua de Paula Barbieri (namorada branca de Simpson na época) por uma pintura de Norman Rockwell, que veio do escritório de Cochran. Em O.J.: Made in America, Carl E. Douglas defendeu a decisão de redecorar a casa de Simpson para manipular o júri, e afirmou que se o júri tivesse sido predominantemente de Latinos, que eles teriam colocado fotos de Simpson usando um sombrero, teriam contratado uma banda de mariachi para se apresentar do lado de fora da casa e colocariam uma pinhata no topo das escadas.
Em Outrage, Bugliosi notou que ao invés de defender Simpson ou atacar as evidências concretas que o ligavam aos assassinatos, Cochran e Scheck dedicaram todo o tempo das suas alegações finais em atacar a polícia de Los Angeles, o que contrastava com os procedimentos de uma ação penal normal, acusando Lange, Vannatter, Fuhrman e o laboratório pericial da polícia de Los Angeles de um complô para incriminar Simpson pelos dois assassinatos e por mentir no processo sem apresentar quaisquer provas. Enquanto muitos acusaram a defesa de utilizar-se de questões raciais para brincar com os sentimentos dos jurados e manipula-los para desacreditar da polícia para conseguir uma sentença de absolvição, tanto Cochran quanto Douglas contestaram tais afirmações, alegando que se utilizaram da "credibilidade" que os argumentos possuíam, mesmo que eles tenham colocado uma ênfase em particular no passado de Fuhrman em usar injúrias raciais ao invés de encontrar reais evidências para provar que ele era um policial desonesto de fato. Em O.J: Made in America, enquanto Douglas continuava a alegar que era hipocrisia de Robert Shapiro em criticar a defesa por usar as chamadas "race card" ao passo que não usa-las iria contra ao juramento feito pelos advogados de defender Simpson. Em uma entrevista sobre o livro Outrage, o apresentador de rádio Larry Elder alegou que ele conversou com a sua amiga, Barbara Berry Cochran, a ex-esposa de Johnnie Cochran, a quem o próprio Cochran agrediu por diversas vezes durante o tempo de casados. Foi perguntado a ela se ela acreditava que Cochran verdadeiramente acreditava na inocência de Simpson, mas Barbara respondeu que Cochran não se preocupava com a culpa ou inocência de seus clientes e que a única coisa que o interessava ao pegar um caso eram os seus honorários.

### Comportamento antiético
"O "time dos sonhos" de Simpson tem fomentado desconfiança do público por advogados de defesa em geral devido as suas "abordagens indiscriminadas" de tentar derrubar cada fragmento de evidência apresentada contra o Sr. Simpson com uma enxurrada de explicações aleatórias (por exemplo: as alegações de existir um complô)." — O espetáculo do julgamento de Simpson estremesse o sistema judiciário, The New York Times; 29 de maio de 1995.
Os jurados Cooley, Bess e Rubin-Jackson escreveram em A Rush to Judgement? (Tradução não oficial: "Um julgamento apressado?") que Barry Scheck era o advogado mais persuasivo do tribunal. Vincent Bugliosi, Darnel M. Hunt, Daniel M. Petrocelli, e a testemunha de defesa Henry Lee escreveram que Scheck engajou em argumentos de existência de uma fraude palpável ao tentar convencer o júri que haviam dúvidas razoáveis sobre as evidências materiais apresentadas. Hunt  escreveu em O. J. Simpson Facts and Fictions: News Rituals in the Construction of Reality ( tradução não oficial: "O.J. Simpson, fato ou ficção: Novos meios de interpretar a realidade.") que Scheck "lançou teorias da conspiração malucas para o júri". Jeffrey Toobin escreveu em The Run of His Life: The People v. O.J. Simpson (tradução: "A corrida de sua vida: O povo contra O.J. Simpson") que "a coisa mais marcante foi que Scheck de fato atingiu o seu objetivo... os argumentos de Scheck pressupunham um complô tão grande dentro da polícia que, ao analisar objetivamente, parecia praticamente impossível, mas Scheck conseguiu fazer suas teorias serem reais para o júri e por este motivo, ele foi o responsável principal pelo resultado do julgamento."
Em Triumph of Justice: Closing the Book on the O.J. Simpson Saga (tradução não oficial: "O triunfo da justiça: Um fechamento sobre a saga de O.J. Simpson"), Petrocelli explicou como ele refutou as alegações de Scheck sobre sangue plantado. Scheck deixou subentendido que Vannatter poderia ter plantado o sangue de Simpson na cena do crime quando ele voltou para a casa de Simpson na parte da tarde para entregar os frascos da perícia sanguínea para Dennis Fung, porém a cena do crime era na verdade na casa da Nicole Brown home. Scheck então sugeriu que outro policial poderia ter "respingado o sangue de Simpson na cena do crime" mas a acusação demonstrou que as manchas de sangue foram fotografadas ali bem antes do sangue de Simpson ter sido colhido pela enfermeira da perícia. Scheck insinuou que Vannatter poderia ter plantado o sangue da vítima no Bronco quando ele voltou para a casa de Simpson, mas o Bronco havia sido apreendido antes de sua chegada e não estava mais lá. Scheck então sugeriu que o sangue da vítima que estava no Bronco poderia ser o resultado de uma contaminação no laboratório da polícia de Los Angeles, porém a testemunha de defesa Lee escreveu em seu livro Blood Evidence: How Dna Is Revolutionizing the Way We Solve Crimes (tradução: Evidências Hematológicas: Como o DNA revolucionou o jeito que solucionamos crimes) que a acusação refutou essa afirmação quando uma segunda inspeção no Broncos retornou com as mesmas manchas que na primeira inspeção, provando que não houve contaminação. Scheck, então, conseguiu duas testemunhas que afirmaram que não havia sangue no Bronco apreendido, sugerindo que o sangue havia sido plantado pela polícia depois, mas a acusação registrou provas fotográficas no Bronco apreendido, o que também refutou as alegações de fraude. Em 2014, Scheck tomou conhecimento de que a percepção do público sobre advogados de defesa mudou por causa de suas alegações sobre a existência de sangue plantado.
Darden em seu livro In Contempt, disse que quase todas as alegações de Scheck sobre sangue plantado foram originalmente feitas por Stephen Singular em seu book proposal: Legacy of Deception: An Investigation of Mark Fuhrman and Racism in the L.A.P.D (tradução não oficial: Legado de decepção: Uma investigação sobre Mark Fuhrman e Racismo na Polícia de Los Angeles). A diferença principal é que ele afirmou que Fuhrman, e não Vannatter, foi quem plantou o sangue na cena do crime. Stephen Singular citou uma fonte anônima dentro da polícia de Los Angeles, mas ambos Johnnie Cochran quanto Carl Douglas rejeitaram as alegações de Stephen porque Fuhrman nunca teve acesso aos frascos de coleta de Simpson. Os repórteres Philip Bosco e Tracie Savage notificaram em setembro que outra fonte anônima dentro da polícia os contou que o sangue de Nicole batia com aquele encontrado nas meias, e isso supostamente antes mesmo do teste ser feito. A defesa alegou que isso significava que o sangue havia sido plantado pois a fonte já sabia qual seria o resultado do teste e quiseram que Tracie testemunhasse sobre isso.  Assim como Stephen, nenhum dos repórteres revelou quem era a fonte, e Ito decidiu que isso era irrelevante para eles pois a alegação era falsa: o teste na verdade foi feito em 04 de agosto, um mês antes e não depois, que a fonte revelou a compatibilidade entre o sangue encontrado. Tracie, desde então, rejeitou totalmente essa afirmação..
Outros membros da equipe inquiriram testemunhas que deram falso testemunho. Cochran inquiriu o cinegrafista da polícia de Los Angeles Willie Ford, que mostrou um vídeo do quarto de Simpson sem as meias presentes no local, de modo que Cochran sugeriu que isso provava que elas foram plantadas, porém Ford admitiu que o vídeo foi gravado depois que meias foram coletadas. O perito em Hematologia Forense Herbert MacDonell afirmou que o único jeito das manchas terem sido feitas na meia seria se de fato elas tivessem sido plantadas no material depois delas terem sido tiradas do pé, porém, ele admitiu que as mesmas manchas poderia ter sido produzidas se Simpson tivesse tocado nas meias após retira-las. Willie L. Williams, chefe da polícia de Los Angeles na época que era inclusive afro-americano, afirmou o seguinte sobre as suposições da defesa sobre a existência de um complô:
 
É inconcebível que alguém iria fantasiar uma realidade onde detetives, oficiais de polícia, civis que trabalham na perícia e outras pessoas decidiram arrumar uma arapuca contra o Senhor Simpson, sem falar no fato de todos continuarem quietos sem ninguém dar com a lingua nos dentes," Disse Willian. "É muito fantasioso de se pensar... coisa de quem vive no mundo mágico da Disney." — Fala do Chefe de Polícia Afro Americano Willie L. Willian, JULGAMENTO CRIMINAL DE O.J. SIMPSON: O Chefe de Polícia critica o modo com que a defesa retrata a polícia.

#### Falso testemunho
Sylvia Guerra, uma empregada doméstica da vizinhança de Simpson alegou que ela e uma outra doméstica, Rosa Lopez, receberam uma oferta de $5,000 para mentir e dizer que elas viram o Bronco de Simpson estacionado em sua casa na noite dos assassinatos.  O motorista do caminhão do reboque John Meraz e William Blasini Jr testemunharam que não havia sangue no Bronco apreendido apesar das fotografias mostrarem que eles estavam claramente mentindo. Contudo, nenhuma das testemunhas da defesa que mentiram no tribunal foram punidas por seus crimes, o que irritou a muitos, já que Mark Fuhrman, testemunha chave da acusação, foi processado e despedido da polícia de Los Angeles depois de muita pressão da comunidade Afro Americana por ter mentido sobre fatos irrelevantes para o caso, fazendo com que a sua condenação por falso testemunho ser a única de todo o caso. Em Outrage, Bugliosi afirmou que Fuhrman era uma vítima e que a sua mentira sobre ter dito injúrias raciais não chegava ao nível de um crime de falso testemunho acusável porque era irrelevante para os fatos que estavam sendo tratados no caso.

#### Testemunho de peritos não confiáveis
A equipe dos sonhos de Simpson possuía vários peritos bem qualificados. Muitos deles foram inicialmente chamados pela acusação, porém decidiram representar Simpson pois os honorários eram maiores. O senso comum na época é que os especialistas só podem representar com veracidade um lado de um caso, porque se presume que sua interpretação dos fatos seria a mesma, independentemente de quem os detém. O caso Simpson desafiou essa crença porque os especialistas neste caso deram depoimentos que favoreciam Simpson, mas contradiziam muitas de suas afirmações feitas em casos anteriores. Após o julgamento, muitos dos especialistas começaram a voltar atrás em suas alegações devido ao impacto negativo que o caso teve em suas carreiras.

##### Lenore Walker
"(Depois) do julgamento de O.J. Simpson, eu fui despedida de um cargo no conselho de diretores da linha de emergência nacional, minhas teorias foram rechaçadas abertamente... e eu fui desconvidada de participar de muitas conferências que eram financiadas pelas mesmas fontes governamentais que me convidaram anteriormente, e outros que também foram convidados continuaram a participar." —Dra. Leone Walker descrevendo como defender Simpson arruinou a sua carreira. Livro: The Battered Woman Syndrome (Tradução: "síndrome da mulher maltratada", 4º edição, página 34.
A defesa contratou uma renomada advogada da área de defesa por vítimas de violência doméstica, Lenore E. Walker. Cochran disse que ela iria testificar que Simpson não se enquadrava no perfil de um marido abusivo que mataria a sua esposa, porém ela foi rejeitada da lista de testemunhas por "razões estratégicas" depois que o seu relatório sobre o caso concluiu que "80.3% das esposas assassinadas que também eram vítimas de violência foram de fato mortas pelo atual ou ex-marido." Os colegas de Walker ficaram chocados com a sua decisão de defender Simpson, e a acusaram de trair seus ideais por um pagamento de  $250,000 de honorários ao dar um testemunho que contradizia a sua própria pesquisa. A Defesa Nacional Contra a Violência Doméstica escreveu sobre a avaliação de Walker sobre Simpson, alegando que "É totalmente o oposto das pesquisas da maioria dos defensores de mulheres do país." Durante o julgamento do processo civil, Walker rejeitou Simpson como cliente e testemunhou contra ele em prol dos Goldman.

##### Michael Baden
"Testemunhar em favor de Simpson foi um erro."—Dr. Michael Baden, descrevendo o impacto negativo de testemunhar para Simpson, entrevista de rádio pela Fox News, 05 de abril de 2016.
Michael Baden, um patologista forense, atestou que os assassinatos aconteceram perto das 23h, que era quando Simpson tinha um álibi e apontou que Nicole ainda estava consciente, que estava de pé e deu um passo para trás depois da sua garganta ter sido cortada e que Ron Goldman estava de pé e lutando contra o seu assassino por 10 minutos com uma laceração na veia jugular. Daniel M. Petrocelli escreveu em Triumph of Justice: Closing the Book on the Simpson Saga (Tradução não oficial: O triunfo da Justiça: o encerramento da saga Simpson) que as alegações de Baden não faziam sentido, e ele tentou evitar fazer as mesmas alegações novamente no processo civil. A alegação de que Nicole estava de pé e consciente depois de ter a garganta cortada eram insustentáveis, pois o ferimento cortou sua medula espinhal cervical, o que a teria paralisado do pescoço para baixo.  As suas alegações sobre Ron e a luta de dez minutos também eram intangíveis, pois leva apenas cinco minutos para uma pessoa se esvair em sangue com um ferimento daqueles. Baden admitiu que as suas alegações sobre a luta de Ron Goldman eram imprecisas durante o julgamento civil e depois ele diria que testemunhar em favor de Simpson foi um erro porque ele estava constantemente sendo desacreditado pelas alegações que fez no julgamento, e que mais tarde, admitiu não serem verdadeiras.
Vincent Bugliosi escreveu em Outrage: The Five Reasons Why O. J. Simpson Got Away with Murder que as alegações de Barden eram "idiotas" e alegou que ele deliberadamente deu falso testemunho apenas para obter os honorários de $100,000 porque na semana anterior ao seu testemunho, Gerdes admitiu que o sangue de Goldman foi encontrado no Bronco de Simpson apesar de Goldman nunca ter tido uma oportunidade em vida de entrar naquele carro. Christopher Darden opinou em In Contempt que o promotor Brian Kelberg irritou Baden quando ele insinuou que ele estava sendo "comprado" por Simpson e ele que ele fez essas alegações absurdas para se vingar dele.

##### Fredrich Rieders
"Veja, talvez este não seja o sangue de um tubo de ensaio de tampa roxa."— Transcrição do Processo Civil de Simpson do Dr. Fredrich Rieders, 20 de dezembro de 1996.
Em Blood Evidence: How DNA is revolutionizing the way we solve crimes, Lee escreveu que Fredric Rieders foi inicialmente convocado pela acusação para analisar os resultados do teste de EDTA, mas ao invés disso ele escolheu representar Simpson. Esta decisão acabou sendo um erro, pois a defesa ocultou detalhes importantes que teriam feito com que ele não testemunhasse. O seu testemunho sobre a presença de EDTA sugeriu que o sangue foi plantado dos tubos de coleta deu o aspecto de base cientifica para as alegações de fraude da defesa. Contudo, a defesa esqueceu de mencionar a Rieder que uma daquelas manchas de sangue já havia sido fotografada ali antes do tubo de referência existir, provando que o sangue não veio dali.  Ademais, o detetive Vannatter, que foi acusado de plantar a outra mancha de sangue na meia nunca entrou na van que guardava as meias, o que também provou que ele não plantou o sangue. Mais tarde, o agente do FBI Roger Martz demonstrou que os resultados eram na verdade falsos positivos por terem testado os tubos de referência primeiro do que as amostras de evidência.
Thomas Lambert acusou Rieder de deliberadamente dar falso testemunho no processo criminal em troca do pagamento de $46,000 adiantados pois havia evidências cristalinas de que os resultados não eram confiáveis: o sangue encontrado nos fundos testou positivo para a presença de EDTA apesar de ser impossível ele ter vindo do tubo de coleta de referência, o controle de substratos daquela gota de sangue testou positivo para EDTA apesar de não ter sangue algum, os resultados daquelas duas amostras e o sangue não preservado do agente Martz eram exatamente os mesmos longe dos níveis vistos nos frascos de referência, e o próprio Rieders disse que era impossível para o Agente Martz ter tanto EDTA em seu sangue sem conservantes. Em Triumph of Justice, Petrocelli escreveu que Robbin Cotton provou no processo civil, de forma conclusiva, que era impossível que o sangue encontrado na meia tivesse vindo do frasco de referência de Nicole ao mostrar que o sangue no frasco de referência estava mais degradado do que o sangue na meia, o que é impossível se essa fosse sua fonte. Posteriormente, Rieders reconheceu que "isso pode não ser sangue de um tubo de ensaio de tampa roxa".
Em Outrage, Bugliosi opinou que se os testes tivessem sido feitos corretamente, eles teriam refutado de forma conclusiva as acusações sobre sangue plantado. Em Run of his Life, Toobin escreveu que a acusação provou que nenhum EDTA estava presente, mas o testemunho foi "altamente técnico". Lee em Blood Evidence escreveu que o testemunho de Rieders e do agente Martz eram quase incompreensíveis e opinou que o júri acreditava mais em Rieders do que em Martz porque ele era um estudioso renomado, apesar de Martz ter trazido evidências e informações lietrárias para amparar as suas conclusões.

##### Henry Lee
"Eu nunca quis insinuar que existiam fatos científicos capazes de mostrar que algum policial de Los Angeles plantou provas ou fez alguma coisa, como manipular qualquer evidência do caso, quando eu disse que "algo está errado". Eu não testemunhei isso."— Dr. Henry Lee, transcrições do julgamento Civil de Simpson, 10 de janeiro de 1996. 
Bugliosi em Outrage escreveu que Lee forneceu deliberadamente um testemunho mentiroso e permitiu a Scheck insinuar que ele apoiava as alegações de fraude. A alegação de Lee "algo está errado" insinuando que a polícia plantou uma das amostras de sangue na cena do crime porque tinha uma mancha úmida era absurda, porque aquela amostra não incriminava Simpson: o sangue pertencia a Nicole e foi encontrado na cena do crime ao lado do corpo dela . Mais tarde, Bugliosi escreveu que Lee estava ciente que Scheck estava argumentando que Dennis Fung tinha adulterado as amostras e duvidava seriamente que um cientista nascido na China realmente acreditava que um criminalista Nipo-americano pariticpaia de um complô racialmente motivado para incriminar Simpson. Em Triumph of Justice, Petrocelli escreveu que Henry Lee esclareceu suas alegações e disse "que ele nunca quis insinuar que a policia plantou evidências". Em relação à mancha de sangue úmida, a acusação disse que a mancha em questão era simplesmente devido ao fato da amostra ainda estar úmida, e Lee alegou "Eu forneci essa mesma explicação desde o primeiro dia".

##### John Gerdes
"Não há evidências diretas de contaminação em nenhum dos resultados dos testes que eu analisei neste caso." — Dr. John Gerdes, em concessão durante a inquirição de Thomas Lamberts, Trancrições do processo civil de Simpsom, 12 de dezembro de 1996.
De acordo com Dr. Heny Lee em Blood Evidence: How DNA is revolutionizing the way we solve crimes, Gerdes disse que "não tinha experiência ou o que é que seja em análise forense de DNA" e fez alegações mais factualmente imprecisas do que qualquer outra testemunha no julgamento criminal. Darden escreveu em In Contempt que todas as alegações de Gerdes eram estimativas enganosas. Nenhum dos advogados de defesa em seus livros sobre o julgamento - Shapiro, Dershowitz, Cochran, ou Uelman - mencionaram Gerdes, apesar dos jurados em  "A Rush to Judgement?"  terem o citado de forma específica como o único que expressou o que eles acreditavam ser uma dúvida razoável sobre as evidências de DNA. Em Outrage, Bugliosi opinou que o motivo disso foi porque "contaminação não pode transformar o DNA de alguém no DNA de uma outra pessoa" que era o que os jurados acreditavam ser verdade. Howard Coleman, presidente da  GeneLex, um laboratório forense de Seattle denominou a alegação sobre contaminação de "conversa pra boi dormir" e disse que "tudo o que pegamos no laboratório está contaminado em certa extensão. A contaminação e degradação vão te levar a resultados inconclusivos, mas não te levam a um falso positivo."
Lee explicou em seu livro Blood Evidence o porquê dele ter rejeitado as alegações de Gerdes. Gerdes alegou que a contaminação poderia acontecer do uso reiterado de reagentes usados em técnicas de PCR, mas falhou em mencionar que todos os reagentes testaram negativo para contaminação. Petrocelli escreveu em Triumph of Justice que Gerdes mentiu quando ele disse que Collin Yamauchi derramou o angue de Simpson no laboratório. Gerdes alegou que os resultados extraídos da segunda coleção do Bronco não eram confiáveis porque o carro tinha sido assaltado, porém admitiu que as correspondências de DNA eram as mesmas de antes e depois, refutando aquela afirmação. Rantala escreveu que a canalhice mais perceptível de Gerdes veio quando ele insinuou que o armário onde guardavam as evidências estava na mesma sala onde se faziam os testes de PCR, quando ele disse que Yamauchi levou o resultado da extração de PCR de volta para "o mesmo lugar". Rantala escreveu que Gerdes disse aquilo para que as suas alegações sobre uma contaminação fossem plausíveis, porém, estava sendo abertamente desonesto, pois ele havia visitado o laboratório e sabia que aquilo não era verdade. Lee escreveu em Blood Evidence que "Gerdes reconheceu que o produto de extração de PCR não foi devolvido à área específica próxima à sala de extração ou área de manuseio de evidências, e sim levado para uma área completamente separada, localizada a uma distância segura, tornando a alegação sobre contaminação altamente improvável ".
Os comentaristas também estavam céticos quanto as alegações de Gerdes, pois ele não era a primeira escolha da defesa: o renomado perito em DNA forense, Edward Blake, era quem deveria argumentar sobre a tese de contaminação, mas após rejeitar realizar o trabalho, foi rejeitado da lista de testemunhas. Eles também notaram que Gerdes alegava ser impossível distinguir sangue do frasco de referencia do sangue encontrado no corpo apesar de Rieders ter demonstrado isso na semana anterior usando EDTA. Não obstante aquela falsa alegação, o testemunho dele não era confiável, assim diziam, pois ele estava claramente sendo conivente à defesa: todas as amostras que ele contaminou ocorreram por descuidos contínuos no laboratório, ainda assim, as únicas três amostras que ele disse serem válidas eram as mesmas que a defesa alegava terem sido plantadas enquanto que o restante das 58 amostras eram falsos positivos apesar de ter admitido que aquilo nunca tinha acontecido antes. Os controles de substância que são usados para determinar se contaminações como as que ele sugeria ocorreram de fato também tiveram, coincidentemente, falsos negativos. Assim, Gerdes estava afirmando que a contaminação só se encontrava nas evidência, apesar delas e dos controles de substância estarem sendo manuseados ao mesmo tempo. O geneticista molecular clínico Brad Popovich chamou as afirmações de Gerdes de "ridículas".
Thomas Lambert teve boas impressões por sua atuação na inquirição de Gerdes, forçando-o a admitir que " não há evidências diretas de contaminação em nenhum dos resultados dos testes que eu analisei neste caso." O procurador e períto em DNA George "Woody" Clarke escreveu em Justice and Science: Trials and Triumphs of DNA Evidence (tradução: "Justiça e Ciência: Tribunais e triunfos da prova de DNA") que as alegações sobre contaminação feitas por Gerdes foram rejeitadas por todos os especialistas em DNA no processo criminal. O único motivo de tais argumentos parecerem convincentes ao júri foi porque o Juiz Lance Ito permitiu que Gerdes testemunhasse por seis horas sobre casos de contaminação que ocorreram em outros processos ao invés de restringir o seu depoimento a incidentes que ocorreram no caso Simpson, dos quais, não havia nenhum.

## Críticas ao juízo

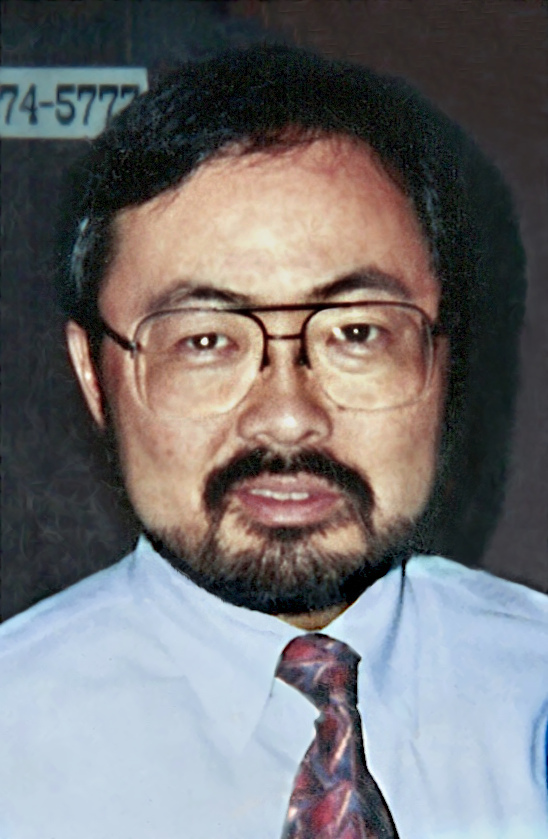
O juiz Lance Ito foi criticado pela péssima condução do processo enquanto presidia o julgamento

"Johnnie Cochran conduziu o julgamento, não o juiz Ito. Ele entregou o seu martelo, basicamente. A lei estava sendo ignorada. Não havia juiz." — Christopher Darden, em entrevista com Barbara Walters.
O juiz Lance Ito foi criticado por Marcia Clark, Christopher Darden, Vincent Bugliosi, Daniel Petrocelli, Darnel Hunt, e Jeffrey Toobin por sua alegada péssima condução do julgamento. O criticismo focou em alegações de que ele falhou em controlar as pessoas em sala de audiências e foi indevidamente influenciado pela mídia. Com frequência, críticos comparam a sua atuação com a do juiz Hiroshi Fujisaki, que presidiu o julgamento civil contra Simpson.

### Falhas em conduzir a audiência
O advogado de defesa Robert Shapiro escreveu em "The Search for Justice" que Ito deu a Scheck e a Cochran mais liberdade do que normalmente era permitido. Por exemplo, ele permitiu que Johnnie Cochran e Barry Scheck interrompessem as razões finais de Marcia Clark sessenta e uma vezes. Por uma questão de educação e estratégia legal, as equipes jurídicas geralmente evitam interromper as declarações finais do advogado da oposição. Bugliosi escreveu em Outrage que "Cochran e Scheck estavam fazendo objeções deliberadamente levianas (a prova disso era que Ito sustou apenas duas, das sessenta e uma objeções)... ainda assim, o juíz Ito sequer puniu Cochran ou Scheck por desacato ao tribunal, nem mesmo os advertiu a interromper as suas condutas ultrajantes, antiprofissionais e desonrosas." Bugliosi comentou que se fosse ele quem estivesse acusando Simpson, que ele teria dito o seguinte para Ito: "Juiz Ito, você sabe, todos nesta audiência sabem, que todas estas objeções, particularmente aquelas do Sr.Scheck, são completamente insignificantes, feitas tão somente para minar a efetividade das minhas alegações finais perante o júri. Com todo o respeito a você, Juiz Ito, eu não estou te pedindo, eu estou exigindo que a próxima vez que o Sr. Scheck me interromper com uma objeção idiota, que você o condene por desobediência, e se ele continuar, eu quero Scheck preso. Se ou o Sr. Cochran ou o Sr. Scheck continuarem com as objeções e você deixar passar em branco, novamente, em respeito a você, minhas observações à você, assim como a eles, não serão feitas aqui neste banco, mas sim em audiência aberta, perante o júri e as milhões de pessoas que estão assistindo. Posso garantir a estes advogados de defesa que eles não vão escapar dessa."
Bugliosi criticou Ito por permitir que a defesa alegasse que as evidências foram adulteradas, apesar de Ito ter decidido que "não há provas concretas de adulteração". Fuhrman criticou Ito por permitir que Cochran disesse em suas alegações finais que "ele mentiu quando ele falou que não plantou a luva" apesar de Ito já ter dito que era " Uma teoria sem suporte fatico." O períto em DNA da acusação George "Woody" Clarke no livro "Justice and Science: Trials and Triumphs of DNA Evidence" criticou Ito pois o único motivo da tese de contaminação de Gerdes parecer convincente ao júri foi porque Ito permitiu que ele falasse por mais de seis horas sobre casos de contaminação que ocorreram a anos atrás em outros casos, ao invés de limitar o seu testemunho aos incidentes do caso Simpson, aos quais, não haviam nenhum. Petrocelli opinou em Triumph of Justice que "Ito tinha dado aos advogados de defesa surpreendente liberdade para atuação... Ito agiu assim pois acreditava, sem sombra de dúvidas, que Simpson seria considerado culpado, então ele deu a defesa cada brecha e benefício possíveis, para que quando o inevitável recurso fosse interposto, o veredito seria a prova de balas".

### Semelhanças com Hiroshi Fujisaki
O juiz do Tribunal Superior Hiroshi Fujisaki presidiu o julgamento cível sobre responsabilidade civil por dano-morte e foi elogiado pela sua condução do processo, diferentemente de Ito e sua atuação no processo criminal. Fujisaki não deu nem a Daniel M. Petrocelli, advogado do autor, e nem a Robert Baker, advogado de Simpson, nenhuma liberdade para atuação além do disposto em suas decisões. Fujisaki proibiu todas as teses sobre a existência de um complô porque a defesa não providenciou nenhuma prova que as respaldassem. e sobre os ataques ao Laboratório da Polícia de Los Angeles, disse "ataque as evidências, não a LAPD". Fujisaki apenas permitiu Gerdes testemunhar sobre contaminações referentes ao caso Simpson, pois outros casos eram "irrelevantes porque não abordou os resultados do teste de DNA no caso do Sr. Simpson" Gerdes, mais tarde, admitiu que não haviam contaminações no caso Simpson.
Fujisaki também proibiu a defesa de fazer referências ao racismo de Fuhrman ou ao falso testemunho do julgamento civil porque a defesa não conseguia " mostrar que tinha algo diretamente a ver com este caso" e que o falso testemunho "não era materialmente ligado a quaisquer fatos deste caso" . Fuhrman não testemunhou no julgamento civil depois de invocar os seus direitos da  Quinta Emenda , porém Fujisaki decidiu que as provas que Fuhrman encontrou eram admissíveis porque foram testemunhadas pelos outros policiais presentes. Toobin escreveu em Run of his Life que Fujisaki recebeu excelentes considerações pela sua atuação no processo civil. Robert Baker, mais tarde, disse que Fujisaki "Era apenas um bom juíz, imparcial e justo."

## Críticas à simpatia do público por Simpson
"Desde o início, os tolos da mídia começaram a se referir aos advogados de defesa como "os melhores que o dinheiro pode pagar" e como "time dos sonhos". Para mim, não." — Vincent Bugliosi, Outrage: The Five Reasons Why O.J. Simpson Got Away With Murder.

### Influência na corte
A decisão de Ito em permitir que o julgamento fosse televisionado foi amplamente criticado. Em 1998, Christopher Darden escreveu em seu livro In Contempt, em que ele critica Ito por ser um juiz "caça-fama" que permitiu que o julgamento se tornasse um circo e que a defesa tivesse controle sobre a audiência, enquanto ele estava ganhando ampulhetas de presente dos seus fãs e convidava celebridades para o seu gabinete. Em entrevista com Barbara Walters, Darden afirmou suas opiniões de que Johnnie Cochran era quem presidia a audiência, e não Ito.

### Notícias fabricadas pela mídia
Bugliosi também criticou a mídia por simpatizar por Simpson durante todo o julgamento, especialmente se referindo aos seus advogados como "time dos sonhos" ou "os melhores que o dinheiro pode comprar", enquanto ridicularizavam a promotora Márcia Clark em sua vida privada e aparência ao ponto do tabloide National Enquirer divulgar fotos de Márcia nua, que foram vazadas pela mãe de seu primeiro marido. Também se referiam a Chris Darden como um "Uncle Tom", após uma entrevista com Johnnie Cochran por ajudar a processar uma celebridade afro-americana, a qual as alegações de Bugliosi aumentaram a credibilidade da defesa aos olhos do júri, enquanto mostrava que Robert Shapiro era, na verdade, famoso por ser um advogado especializado em delações premiadas, a qual nunca participou de um caso de homicídio, Johnnie Cochran como um advogado de direitos civis que também nunca participou de um processo de homicídio (apesar do escritório de Cochran alegar que ele participou e ganhou muitos processos criminais. A revista Playboy os contatou para nomear ao menos um caso, porém, nunca receberam uma resposta), Alan Dershowitz, como um advogado especialista em recursos (mais conhecido por permitir que Claus von Bülow tivesse um segundo julgamento após a sua condenação por tentar assassinar a sua esposa, Sunny), e que embora F. Lee Bailey fosse de fato um notável advogado criminal, ele próprio era um criminoso condenado por dirigir embriagado, e havia recentemente perdido seu principal processo criminal, o assalto a banco de  Patty Hearst, que aconteceu quase vinte anos antes do julgamento de Simpson.

### Danos às relações raciais
O público estava ciente das provas incriminatórias que foram consideradas inadmissíveis e que os jurados sequer tiveram acesso, ainda assim, foi percebido a comemoração de Afro-americanos relativo a absolvição de Simpson, apesar das evidências nunca terem sido refutadas em julgamento pois sequer foram introduzidas. Isso levou a uma resposta "White backlash" à absolvição, que mais tarde foi considerada responsável pelo motivo que levou eleitores a passar no Estado da Califórnia a proposta 209 que acabou com as Ações Afirmativas no ano seguinte. O impacto político que a absolvição teve na percepção dos americanos brancos sobre questões de racismo nos Estados Unidos foi resumido da seguinte forma:

"O que era estranho e perturbador sobre os assuntos raciais da última semana é que vários liberais brancos aparentavam estar fartos. Vários profissionais de classe média, que sempre apoiaram a integração e mantiveram colegas de trabalhou e amizades sociais com afro-americanos, e resistiam à reação contra as ações afirmativas, ficaram chocados com o que o romancista negro Dennis Williams chamou de "dabça do fim da linha" sobre a absolvição de Simpson. Isso os fez se perguntar em alto e bom som se eles realmente conheciam os afro-americanos tão bem quanto pensavam que conheciam, e se as diferenças raciais não era muito maiores do que eles estavam pensando"." — Revista Newsweek, 16 de outubro de 1995.

### If I Did It: Confissões de um assassino
"If I Did It" ( tradução não oficial: "Se eu fiz") é um livro escrito por Simpson e Pablo Fenjves, em que Simpson apresenta um relato hipotético sobre os assassinatos. O livro foi escrito em conjunto com a entrevista de 2006 entre Simpson e Judith Regan. Tanto no livro quanto na entrevista, Simpson contou a sua versão dos eventos na noite dos assassinatos, onde inicialmente admitiu que estava presente na cena do crime com um cúmplice chamado Charlie, mas depois afirmou que ele de fato estava segurando uma faca e que ele não conseguia se lembrar de detalhes cruciais dos fatos, alegando que havia perdido a consciência e só depois visto os corpos de Nicole e Rom, e notavelmente reconheceu a Judith que havia deixado cair uma das luvas lá, pois a polícia a encontrou. Desde o momento que Simpson iniciou a entrevista com a seguinte frase, "Ninguém conhece essa história do jeito que eu a conheço, porque eu conheço os fatos melhor do que ninguém" tais falas foram uma contradição direta ao que Johnnie Cochran e Robert Shapiro haviam alegado no julgamento criminal, sobre a tese de que Simpson estava em Chicago na noite dos assassinatos e que não tinha como ele saber o que aconteceu. Apesar de tanto o livro quanto a entrevista terem sido cancelados por revolta popular, os direitos de publicação do livro foram concedidos a família de Rom Goldman para satisfazer parcialmente o acordo do julgamento civil e foi renomeado para If I Did It: Confessions of the Killer (tradução: Se eu fiz: confissões de um assassino).
Em 2018, o canal Fox estreitou um especial intitulado O.J. Simpson: The Lost Confession? (Tradução não oficial: O.J.Simpson: A confissão perdida?) em que apresentava cenas da entrevista, assim como análises e discussões pelo apresentador Soledad O'Brien, bem como Regan, Darden, Eve Shakti Chen (Amigo de Nicole), ativista antiviolência doméstica Rita Smith, e o criminologista aposentado Jim Clemente. O programa foi ao ar com um tempo limitado para comerciais, que foi usado para transmitir anúncios públicos abordando a violência doméstica. Na entrevista, Simpson inicialmente utilizou expressões como "eu poderia" e "eu acho" na sua descrição hipotética dos eventos, porém mais tarde passou a usar a primeira pessoa, com sentenças como "eu lembro que eu segurei a faca", "só lembro de estar parado lá", "eu não me lembro" e "eu devo ter feito".

### O povo contra O. J. Simpson: American Crime Story
Em 2016, o canal FX desenvolveu e exibiu a primeira temporada de  American Crime Story, que focou no julgamento de Simpson. Apesar da séria ter sido aclamada e tenha ganhado nove prêmios Emmy, houve várias controvérsias, particularmente por ilustrar uma versão mais complacente de Simpson e Kardashian e sua representação injusta e maligna de Fuhrman.